# 태양신

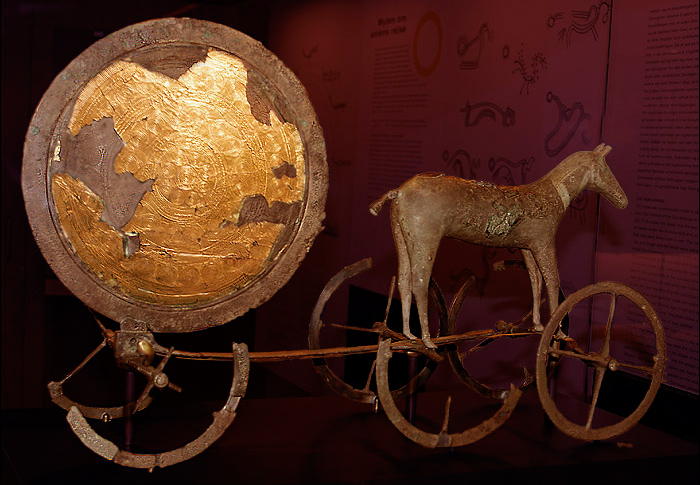
트룬홀름 태양 마차(Trundholm sun chariot), 북유럽 청동기 시대(1700?~500 BC)

태양신(太陽神, 영어: solar deity, sun god) 또는 태양여신(太陽女神, 영어: sun goddess)은 태양이 종교적 숭배와 신앙의 대상으로 신격화되어 형성된 신이다. 태양숭배(太陽崇拜, 영어: sun worship)는 태양을 신격화하여 신앙하고 숭배하는 것을 말한다.
태양신은 흔히 태양 그 자체나 한 측면을 상징적으로 나타낸다. 대개의 경우 태양신은 인간이 경외감을 느낀 태양의 힘을 나타낸다. 태양신과 태양숭배는 세계 역사의 도처에서 발견되는데, 그 형태는 다양하다. 그 결과 태양숭배를 중심으로 형성된 많은 믿음들이 있게 되었다. 예를 들어, 개기일식처럼 태양이 사라진 경우에 대한 신화 또는 전설이 많은 문화들에서 발견된다.

## 각 문화의 태양신과 태양숭배

### 동아시아

#### 한국
- 환인(桓因 · Hwanin)

환인은 단군신화에서 환웅(桓雄)의 아버지이며 단군(檀君)의 할아버지인 것으로 전해져 내려오는 하늘의 신으로, 환웅이 인간세상으로 내려가 세상을 다스릴 것을 허락하고 천부인 3개를 주었다고 한다. 환인은 천(天: 하늘) 또는 태양을 숭배하던 사상에서 출발하여 시간이 지나면서 정착된 불교적인 표현으로 여겨진다.
- 일월성신과 천지신명(日月星辰과 天地神明)

일월성신과 천지신명은 한국의 민간신앙인 무(巫)의 신앙대상 중 하나로, 일(日)은 태양신을 가리키며 달의 신인 월(月)과 짝을 이룬다. 궂은 것을 기피하고 양달진 것을 찾는 마음이 지상에서 멀리 떨어져 있는 일월성신에 투사되어 그것들이 신앙의 대상이 되었다.
- 연오랑과 세오녀

연오랑과 세오녀는 고려시대 학자이자 문신인 박인량(朴寅亮: ？~1096)이 지은 《수이전》에 나오는 설화로 《수이전》은 전하지 않으나 이 설화는 《삼국유사》와 《필원잡기》에 실려 전해지고 있다.
이 설화는 한국의 유일한 태양신 설화이다. 이 설화에 따르면, 동해 바닷가에 살던 주인공 부부가 바위를 타고 일본의 한 섬에 도착한 후 그곳에서 임금과 왕비가 되었는데 그 순간 신라에서는 해와 달이 빛을 잃는 변괴가 일어났다. 한편, 부부가 타고 간 바위가 귀신고래였다는 설이 있다.
- 천부경(天符經)

《천부경》은 대종교의 경전으로 총 81자의 한자로 이루어진 짧은 경전이다. 최초의 판본은 계연수가 1916년에 발견하여 1917년에 단군교에 보낸 묘향산 석벽본이다. 이후 《천부경》은 오랫동안 대종교에서 경전으로 인정받지 못하다가 1975년에야 교무회의에서 경전으로 채택되었다. 최초의 발견자인 계연수는 《천부경》은 최치원이 석벽에 새겨놓은 것이라 주장하였다. 《천부경》의 위작 여부에 대한 논란이 있으나, 사학계에서는 신채호가 《조선사연구초》와 《조선상고사》에서 위작으로 확언한 후 위작으로 보는 것에 별다른 의문이 없다.
위작 여부와는 별개로, 《천부경》의 내용 중에는 "本心本太陽昻明(본심본태양앙명: (인간의) 본래 마음은 원래 태양처럼 밝고 밝다)"라는 구절이 있다. 이 구절은 태양숭배라고는 할 수 없지만, 인간의 본성을 태양에 비견했다는 점에서 태양숭배의 철학적 · 신비적 교의와 맥락이 닿아 있다. 공자의 인(仁)의 철학에서 바탕한 맹자의 성선설과 이를 계승한 후대의 성리학과 양명학의 본성론, 모든 사람은 부처가 될 가능성을 가지고 있다는 대승불교의 불성론과 여래장사상, 우주에는 도가 있고 또한 우주는 도에 의해 운행되고 있으므로 억지를 부릴 필요가 없이 도에 순응하기만 하면 된다는 도교의 무위자연 사상, 인간의 진정한 자아는 우주의 궁극적 실재인 브라만과 동일한 존재라는 힌두교의 우파니샤드와 베단타 철학의 범아일여 사상, 인간은 본래 빛의 세계인 플레로마에 거주하고 있었으나 실락하여 물질계에 살게 되었다는 영지주의의 인간론 등의 표현법들과는 달리, 《천부경》에서 태양을 들어 인간의 본성이 본래 아주 밝은 것이라고 말한 것은 특기할 만한 사항이다.

#### 일본
- 아마테라스: 일본 신화의 태양 여신이다.

### 남아시아

#### 힌두교
- 수리야
- 미트라
- 아리아만
- 사비트리
- 비슈누

### 서남아시아

#### 메소포타미아
- 네르갈: 바빌로니아의 사막 · 불 · 태양 · 지하세계의 신
- 샤마슈: 바빌로니아와 아시리아의 태양신
- 아르티니스: 우라르투의 태양신
- 우투: 수메르 신화의 태양신

### 폴리네시아
- 타마 누이 비트 라에 또는 타마 누이 테라(Tama-nui-te-rā): 뉴질랜드의 원주민 마오리족의 태양신

### 아프리카

#### 이집트 신화
태양신
- 케프리: 아침의 태양신
- 라: 낮과 정오의 태양신
- 아툼: 저녁의 태양신

혼합주의 또는 변천에 의한 태양신
- 라-제후티: 지식과 과학의 신 토트와 태양신 라가 합쳐진 후기 이집트의 신
- 라-호라크티(Ra-Horakhty): 호루스와 태양신 라가 합쳐진 신
- 아문-라: 바람과 공기의 신인 아문과 태양신 라가 합쳐진 신
- 아톤: 본래 태양의 빛 · 햇살을 의미하는 신이었으나 고대 이집트의 파라오 아크나톤이 창시한 새로운 일신교의 유일신으로서의 태양신이 되었다.

태양신의 대적자
- 아펩: 뱀의 모습을 한 악의 신으로 태양신 라와 싸운다.

기타 관련된 신
- 세베크: 악어가 신격화된 신으로 때때로 창조신의 모습으로 태양신 라와 연결되기도 한다.[5]

### 유럽

#### 그리스 신화
- 아폴론
- 하포크라테스
- 헬리오스
- 히페리온

#### 영지주의
- 아브라삭스: 앵귀피드(Anguipede)

#### 켈트 신화
- 모리타스구스
- 루 라브다(아일랜드어: Lugh Lámhfhada): 광명과 태양의 신
- 벨레누스
- 비로투티스
- 빈도누스
- 아넥스티오마루스
- 아테포마루스
- 알라우누스

#### 슬라브 신화
- 호르스
- 다지보그
- 주트로보그

### 아메리카

#### 잉카 신화
- 비라코차
- 인티

## 관련 상징
- 5월의 태양
- 감마디온
- 만자문(스와스티카)
- 삼족오(까마귀)
- 쇠똥구리(풍뎅이과)
- 태양의 돛단배(라의 돛단배)
- 태양 마차
- 호루스의 눈(라의 눈)]
- 오벨리스크
- 코나라크의 태양신 사원(Konark Sun Temple): 인도의 힌두교 신전
- 아부 심벨 신전(Abu Simbel temples): 고대 이집트 신전]
- 헬리오폴리스(Heliopolis)

## 같이 보기

### 현대의 해석
- 시대정신 (영화)
- 오르페우스와 동성애
- 오로라: 자연 현상인 오로라 또는 극광(極光)은 로마 신화의 태양신 헬리오스의 누이동생으로 새벽의 여신인 아우로라로부터 기원하여 붙여진 이름이다.
- 하나님의교회 세계복음선교협회: 1964년 안상홍이 설립한 대한민국의 기독교 계열 신흥 종교로, 안식일은 토요일이며 일요일(주일)이 안식일을 대체하게 된 원인은 고대 태양신을 숭배하던 관습에서 비롯되었다고 가르친다.[6]

### 그리스 관련
- 스틱스 강
- 아폴론의 까마귀
- 아우로라: 태양신 아폴론의 누이동생으로, 자연 현상인 오로라의 어원이 되었다.
- 알렉산드로스 대왕: 페르시아 정복 당시 알렉산드로스는 이집트의 태양신인 아몬의 아들을 자칭하여 자신이 태양의 아들이며 살아있는 신임을 주장했다.
- 오네이로이
- 오르페우스
- 칼카스
- 클리티아: 물의 님프로, 태양신 아폴론을 사랑했으나 사랑을 얻지 못하고 해바라기가 되었다.
- 파트로클로스: 그리스 신화의 트로이 전쟁의 영웅으로, 트로이인들의 편을 든 태양신 아폴론과 트로이 장수 에우포르보스의 공격을 받아 부상을 당했고 마지막으로 헥토르의 일격을 받아 죽었다. 파트로클로스의 죽음으로 인해 트로이 전쟁의 양상이 완전히 뒤바뀌었다.
- 페르세우스: 미케네를 건설하고 미케네의 페르세이드 왕조의 시조라고 전해진다. 페르세우스는 세계의 북쪽 끝 땅인 히페르보레아스(Hyperborea)로 가서 태양신 아폴론에게 소 100마리를 제물로 바쳤고, 이에 감동한 아폴론은 페르세우스를 신들의 연회에 초대하기까지 하였다.
- 헤라클레스: 헤라클레스가 12가지 노역 중 10번째인 게리온의 황소떼를 데려오는 일을 하기 위해, 배를 타고 오케아노스 강을 건널 때, 강과 바다의 신 오케아노스는 헤라클레스의 자질을 시험하려 파도를 보냈고 태양신 아폴론 역시 헤라클레스 가까이에 접근하였다. 이 때 헤라클레스는 두 신에게 히드라의 독이 묻은 화살을 들이대어 위협하였다. 헤라클레스의 용기를 가상히 본 태양신 아폴론은 매일 저녁 서쪽에서 동쪽으로 타고 온다는 접시를 빌려주어 바다를 건너게 했다.

### 기독교 관련
- 삼위일체의 기원
- 예수의 실존 여부: 예수는 실존하지 않았으며 이집트의 태양신 호루스 신화로부터 만들어진 존재라는 주장이 있다. (참조: 예수#실존 여부)

### 로마 관련
- 무적의 태양신(Sol Invictus, 솔 인빅투스)
- 고대 로마의 문화
- 황제 숭배

### 메소포타미아 관련
- 엔메르카르

### 이집트 관련
- 고대 이집트의 부활절
- 까마귀: 이집트 신화를 그린 벽화 · 동전 등에서 태양을 상징하는 생물로 까마귀가 등장한다.
- 네페르티티
- 누 (이집트 신화)#창조 신화
- 쇠똥구리
- 아부 심벨 신전(Abu Simbel temples): 대신전은 태양신 라-호라크티(Ra-Horakhty)에게 바쳐진 신전이다.
- 암두아트
- 암모니아: 고대부터 염화 암모늄을 얻는 방법은 알려져 있었는데, 염화 암모늄이 이집트의 태양신 암몬(아문)의 사원 근처에서 산출된다고 하여 이를 "암몬의 염"이라고 불렀다. 암모니아라는 이름은 여기에서 유래하였다.
- 오그도아드
- 오벨리스크
- 우세르카프
- 음네비스
- 이집트 고왕국
- 이집트 창조 신화
- 태양의 돛단배(라의 돛단배)
- 헬리오폴리스
- 호루스의 눈(라의 눈)

### 일본 관련
- 삼족오 야타가라스(八咫烏)

### 잉카 관련
- 5월의 태양
- 파차마마

### 조로아스터교 관련
- 사산 왕조#종교

### 켈트 관련
- 켈트 만신전
- 켈트의 신 목록

### 폴리네시아 관련
- 마오리 하카(Haka): 하카는 뉴질랜드의 원주민 마오리족의 민족 춤으로, 전설에 따르면 태양신 타마 누이 비트 라에의 아들인 타네 로레가 만들었다고 한다.

### 힌두교 관련
- 사우라파(Saura): 힌두교의 태양신 수리야를 사구나 브라만(Saguna Brahman: 구나를 가진 브라만, 구나가 있는 상태의 절대자)으로 숭배하는 힌두교 종파
- 코나라크의 태양신 사원(Konark Sun Temple): 1984년에 세계 문화 유산에 등재되었다.

## 참고 문헌
- 이 문서에는 다음커뮤니케이션(현 카카오)에서 GFDL 또는 CC-SA 라이선스로 배포한 글로벌 세계대백과사전의 내용을 기초로 작성된 글이 포함되어 있습니다.